# Mundopa sita
Mundopa sita är en insektsart som beskrevs av William Lucas Distant 1916. Mundopa sita ingår i släktet Mundopa och familjen kilstritar. Inga underarter finns listade i Catalogue of Life.